# Волчина
Волчина (рус. Во́лчина) река је која протиче преко територија Удомљанског и Максатишког рејона на северу Тверске области, односно на северозападу европског дела Руске Федерације. Лева је притока реке Мологе и део је басена реке Волге и Каспијског језера.
Отока је језера Волчино које се налази на југу Удомљанског рејона, тече угласвном у смеру истока и након 106 km тока улива се у реку Мологу у граду Максатихи. Укупна површина сливног подручја Волчине је 3.050 km², док је просечан проток око 20,9 m³/s.
У горњем и средњем делу тока карактерише је изузетно спор ток, ниске и замочварене обале и просечна ширина корита од 10 до 15 метара. У доњем делу тока корито је знатно шире, а обале су углавном утврђене насипима. 
Најважније притоке су Молдинка и Ворожба (64 km) са леве и Тифина (128 km) са десне стране. 